# Lauquíniz
Lauquíniz (em castelhano) ou Laukiz (em basco) é um município da Espanha na província da Biscaia, comunidade autónoma do País Basco. Faz parte da comarca de Uribe e tem 8,16 km² de área.[carece de fontes?] Em 2021 tinha 1 237 habitantes (densidade: 151,6 hab./km²).